# Elakatothrix
Elakatothrix, biljni rod parožina iz monogeneričke porodice Elakatotrichaceae, dio reda Klebsormidiales. Sastoji se od 18 vrsta.

## Opis
Stanice pojedinačne ili kolonijalne, uklopljene u široku želatinoznu matricu. Nakon diobe dijade su često više ili manje linearno raspoređeni sa stanicama koje se dodiruju ili razdvajaju. Oblik kolonije je neodređen, određen rasporedom stanica, jedna uz drugu i/ili u nizu, ili nasumično, te brojem stanica. Stanična membrana tanka i prozirna, okružena sluzavim, rijetko slojevitim omotačem različite širine. Stanice fusiformne, cilindrične, ovalne ili eliptične, sa zaobljenim ili šiljastim vrhovima. Kloroplast jednostruk i parijetalan, laminat, šaličastog ili pojasastog oblika, ravan ili spiralan, obično s jednim ili dva pirenoida. Nespolno razmnožavanje poznato samo aplanosporama. Umnožavanje stanica vegetativnom diobom stanica. Spolno razmnožavanje nepoznato. Elakatothrix je široko rasprostranjena planktonska alga u slatkoj vodi; juvenilne mogu biti epifitne.

## Rodovi
1. Closteriospira Reverdin   0, sinonim
2. Elakatothrix Wille   18

## Vrste
1. Elakatothrix acuta Pascher
2. Elakatothrix alpina Beck
3. Elakatothrix americana Wille
4. Elakatothrix arvernensis R.Chodat & F.Chodat
5. Elakatothrix bifurcata S.Kant & P.Gupta
6. Elakatothrix biplex (Nygaard) Hindák
7. Elakatothrix gelatinosa Wille
8. Elakatothrix gelifacta (Chodat) Hindák
9. Elakatothrix genevensis (Reverdin) Hindák
10. Elakatothrix gloeocystiformis Korshikov
11. Elakatothrix inflexa Hindák
12. Elakatothrix lacustris Korshikov
13. Elakatothrix minima Beck
14. Elakatothrix obtusata Flechtner, J.R.Johansen & H.W.Clark
15. Elakatothrix parvula (W.Archer) Hindák
16. Elakatothrix pseudogelatinosa Korshikov
17. Elakatothrix spirochroma (Reverdin) Hindák
18. Elakatothrix subacuta Korshikov